# Phối thể một răng
Phối thể một răng là một dạng phối thể chỉ tạo ra duy nhất một liên kết với nguyên tử trung tâm, thông thường là ion kim loại. Phối thể một răng còn gọi là "phối thể đơn răng". Giống như các loại phối thể khác, nó có thể là phân tử trung hòa hay ion với một cặp điện tử cô độc.
Một vài ví dụ về các phối thể một răng phổ biến là các phân tử trung hòa bao gồm H2O, NH3, CH3NH2, CO, và NO.
Một vài ví dụ về các phối thể một răng phổ biến là các anion có F- (floro), CN- (xyano), Cl- (cloro), Br- (bromo), I- (iodo), NO2- (nitro) và OH- (hydroxo).
Ion hexaxyanoferrat(II), [Fe(CN)6]4-, chứa 6 phối thể xyanua một răng (CN-) gắn với nguyên tử sắt ở trung tâm.